# Sabbra Cadabra
Sabbra Cadabra è una canzone heavy metal del gruppo britannico Black Sabbath. Pubblicata nell'album Sabbath Bloody Sabbath del 1973, è stata pubblicata anche come singolo nel 1974.

## La canzone
Influenzato dal sound dell'album Sabbath Bloody Sabbath, a tratti caratterizzato da sperimentazioni e vaghe contaminazioni del genere progressive (come testimonia la presenza del tastierista Rick Wakeman, noto come membro di Yes e ABWH), Sabbra Cadabra rappresenta un po' il compromesso con le nuove tendenze musicali intraprese da Iommi, presentando un testo e un riff chitarristico iniziale in classico stile Black Sabbath, e evolvendo nella seconda parte in un'atmosfera sonora fortemente caratterizzata dall'uso del sintetizzatore e vagamente psichedelica. Nel corso della canzone Ozzy si esibisce per tre volte in un acuto elevatissimo, che proprio per la sua difficoltà ha reso rara la presenza del brano nelle scalette dei concerti dei Sabbath (di cui infatti le uniche testimonianze live sono su bootleg).
Il gruppo heavy metal statunitense Metallica ha realizzato una cover di Sabbra Cadabra, eseguita in un celebre live del 1998 e distribuita quello stesso anno nella raccolta Garage Inc.

## Formazione
- Ozzy Osbourne - voce
- Tony Iommi - chitarra
- Geezer Butler - basso
- Bill Ward - batteria
- Rick Wakeman - sintetizzatore e tastiere